# Емма Айхер
Емма Айхер (нім. Emma Aicher) — німецька гірськолижниця, яка має також шведське громадянство, медалістка чемпіонату світу. 
Бронзову медаль чемпіонату світ Айхер виборола у командних  змаганнях з паралельного слалому на світовій першості 2021 року, що проходила в італійській Кортіні-д'Ампеццо. 

## Виступи на Олімпійських іграх
| Рік  | Місце проведення | СЛ | ГС | СГ | ШС | КМ | КЗ |
| ---- | ---------------- | -- | -- | -- | -- | -- | -- |
| 2022 | Пекін, Китай     | 18 | 21 | —  | —  | —  | 2  |

## Виступи на чемпіонатах світу
| Рік  | Місце проведення      | СЛ   | ГС | СГ | ШС | КМ | КЗ | ПС |
| ---- | --------------------- | ---- | -- | -- | -- | -- | -- | -- |
| 2021 | Оберстдорф, Німеччина | DNF2 | —  | —  | —  | —  | 3  | 19 |